# Selnica (żupania medzimurska)
Selnica – wieś w Chorwacji, w żupanii medzimurskiej, w gminie Selnica. W 2011 roku liczyła 1076 mieszkańców.